# Roca Centella
La Roca Centella és una muntanya de 1.001 metres que es troba entre els termes municipals de Cànoves i Samalús, el Figaró i Tagamanent, a la comarca del Vallès Oriental.
Al cim s'hi troba un vèrtex geodèsic (referència 293110001).